# Tobias Schwartz
Tobias Schwartz (* 9. Juli 1976 in Osnabrück) ist ein deutscher Schriftsteller, Dramatiker und Übersetzer.

## Leben
Tobias Schwartz wuchs im Landkreis Grafschaft Bentheim auf. 1997 zog er nach Berlin und studierte an der Freien Universität Philosophie und Literaturwissenschaft.
Schwartz schreibt Romane, Erzählungen und Theaterstücke. In der freien Berliner Theaterszene präsentiert er seit 2006 seine Texte in Form von Performances und szenischen Lesungen, darunter das Theaterstück Hindukusch im Theaterdiscounter, den Prosa-Text Nacht, reflektierend auf dem 100 Grad Festival und das Stück Destille in einer Installation der Sophiensaele (und in der gleichnamigen Kreuzberger Kneipe). Es wurde im Juni 2013 unter der Regie von Armin Petras als szenische Lesung am Maxim-Gorki-Theater aufgeführt. 2017 wurde Schwartz’ Stück Die Tür ist nicht verschlossen parallel in Hamburg und in Berlin vorgestellt, die Hauptrolle in Berlin übernahm Ilse Ritter.
Schwartz’ Debütroman Film B erschien 2007 im Satyr Verlag. Eine Bühnenfassung von Film B hatte im April 2008 in der Volksbühne Berlin Premiere. Am Potsdamer Hans-Otto-Theater richtete er unter anderem den Bühnenmonolog Wie es war in einem Satz und das Stück Kunstverein szenisch ein. Schwartz’ Stücke werden vom Hamburger Per H. Lauke Verlag verlegt.
Mit seinem Roman Nordwestwärts (2019) begann Schwartz eine auf vier Bände angelegte Reihe epischer Texte unterschiedlicher Länge, die thematisch um die unmittelbar an der niederländischen Grenze gelegene  Kleinstadt Emlichheim kreisen und in verschiedenen Epochen angesiedelt sind. Der Ort steht paradigmatisch für die Geschichte der (alten) Bundesrepublik. Sein bisher umfangreichster Roman Morpho peleides (2021) ist ein breit angelegtes Familienepos mit Schauplätzen in Berlin, Göttingen, Warschau, Moskau und Tel Aviv, in dem es um bis in die Gegenwart reichende Verbrechen des Nationalsozialismus und ihre Verarbeitung geht.
Schwartz lebt in Berlin.

## Publikationen
Bücher
- Film B. Roman. Berlin, Satyr Verlag, 2007. ISBN 978-3-938625-36-1.
- Stadt unter. Roman (Auszug). In: Sprache im technischen Zeitalter, Heft 209, 2014.
- Tobias Schwartz/Virginia Woolf, Bloomsbury & Freshwater. Mit dem Essay Julia Margaret Cameron und einem Nachwort von Klaus Reichert. AvivA Verlag, Berlin 2017, ISBN 978-3-932338-92-2
- Nordwestwärts. Roman. Elfenbein Verlag, Berlin 2019, ISBN 978-3-96160-006-9.
- Vogelpark. Roman. Elfenbein Verlag, Berlin 2020, ISBN 978-3-96160-031-1.
- Morpho peleides. Roman. Elfenbein Verlag, Berlin 2021, ISBN 978-3-96160-039-7.
- Landkrank. Erzählungen. Elfenbein Verlag, Berlin 2022, ISBN 978-3-96160-078-6.
- Mein Thomas Mann. Eine Spurensuche. Und vier weitere Essays. Band 14 der Schriftenreihe des Ortsvereins BonnKöln der Deutschen Thomas-Mann-Gesellschaft, Norderstedt 2022, ISBN 978-3-756814-65-7.
- Im Nebel. Erzählung. Elfenbein Verlag, Berlin 2024, ISBN 978-3-96160-092-2.

Theaterstücke
- Leben fährt weiter. Theaterstück (UA 2007, Orphtheater Berlin)
- Film B. (UA der Bühnenfassung 2008, Volksbühne am Rosa-Luxemburg-Platz, Berlin, Regie Vanessa Jopp)
- Wie es war in einem Satz. Bühnenmonolog (2012, Hans Otto Theater, Szenische Lesung)
- Ödipus’ Klage. Theaterstück (UA 2012, Theater unterm Dach, Berlin, Regie Oleg Mirzac)
- In der guten Stube. Theaterstück (UA 2013, Theater unterm Dach, Berlin, Regie Anne Schneider)
- Destille. Theaterstück (2013, Maxim-Gorki-Theater, Berlin, Regie Armin Petras)
- Heiraten: Ein Stück Am See. Theaterstück (2014 als szenische Lesung in der Reihe „Ambigú“ in der Alten Kantine Wedding)
- Sie ist ein Model. Theaterstück (UA 2015, Theater unterm Dach, Berlin, Regie Aurelina Bücher)
- Die Tür ist nicht verschlossen. Theaterstück (2017 als szenische Lesung im Fleetstreet Theater, Hamburg)
- Der Theaterkritiker. Bühnenmonolog (UA  2018, Theater unterm Dach, Berlin, Regie Mareile Metzner)
- Die Astronautin. Tryout auf dem Festival Inseln der Zukunft (2024, Koproduktion Hans Otto Theater/Waschhaus Potsdam, Regie: Anja Kożik)

Übersetzungen
- Virginia Woolf: Freshwater und Julia Margaret Cameron, in: Tobias Schwartz/Virginia Woolf, Bloomsbury & Freshwater. Berlin, AvivA Verlag, 2017. ISBN 978-3-932338-92-2
- Shelagh Delaney: A Taste of Honey. Erzählungen und Stücke. Herausgegeben von Tobias Schwartz und André Schwarck. Mit einem Vorwort von Tobias Schwartz und einem Kommentar von André Schwarck. Berlin, AvivA Verlag, 2019. ISBN 978-3-932338-77-9
- Aphra Behn: Werke, Band 1: Ich lehne es ab, meine Zunge im Zaum zu halten: Romane und Erzählungen; Band 2: Fliegen sollst du: Dramen und Gedichte. Mit einem Vorwort von Tobias Schwartz. Berlin, AvivA Verlag, 2021. ISBN 978-3-949302-01-5.
- Virginia Woolf: Roger Fry. Eine Biografie. Mit einem Vorwort von Tobias Schwartz. Berlin, AvivA Verlag, 2023. ISBN 9783949302152.
- Molly MacCarthy: Kleine Fliegen der Gewissheit. Eine Kindheit im 19. Jahrhundert. Mit einem Vorwort von Tobias Schwartz. Berlin, AvivA Verlag, 2024. ISBN 978-3-949302-26-8.

## Auszeichnungen
- 2013: Stipendiat des Literarischen Colloquiums Berlin (LCB, Autorenwerkstatt Prosa)
- 2015: Albrecht-Lempp-Stipendium, Krakau
- 2016: Residenzstipendium im Gottfried-Benn-Geburtsort Mansfeld, Prignitz
- 2020: Platzierung von A Taste of Honey von Shelagh Delaney auf der Hotlist der unabhängigen Verlage
- 2020: Arbeitsstipendium/Extensiv-Initiativ-Förderung des Deutschen Übersetzerfonds für die Übersetzung ausgewählter Werke Aphra Behns
- 2021: Luise-Adelgunde-Victorie-Gottsched-Stipendium
- 2022: Arbeitsstipendium/Extensiv-Initiativ-Förderung des Deutschen Übersetzerfonds für die Übersetzung von Virginia Woolfs Roger Fry. A Biography.
- 2022: Platzierung der Übersetzung von Aphra Behns Werken auf der Hotlist der unabhängigen Verlage / „kleiner Preis der Hotlist“ (Dörlemann ZuSatz 2022)
- 2023: Arbeitsstipendium des Deutschen Übersetzerfonds für die Übersetzung von Molly MacCarthys A Nineteenth Century Childhood.